# Charles Wolf
Charles Joseph Étienne Wolf, född den 9 november 1827 i Vorges (Aisne), död den 4 juli 1918 i Saint-Servan (Ille-et-Vilaine), var en fransk astronom.
Wolf blev, efter att i några år ha verkat som lärare i fysik vid flera landsortsläroverk, 1862 anställd som astronom vid observatoriet i Paris och tjänstgjorde därjämte tidtals som professor vid Sorbonne. Han publicerade bland annat ett bekant arbete över kosmogoni, Les hypothèses cosmogoniques, samt en Histoire de l'Observatoire de Paris. Från hans verksamhet vid Parisobservatoriet härstammar en mängd undersökningar över stjärnornas och kometernas spektra, över stjärnfallen med mera samt ett viktigt arbete över stjärngruppen Plejaderna. Tillsammans med Georges Rayet upptäckte han den märkliga klass av stjärnor, som efter upptäckarna brukar kallas Wolf-Rayet-stjärnor.